# 투스큘럼 칼리지

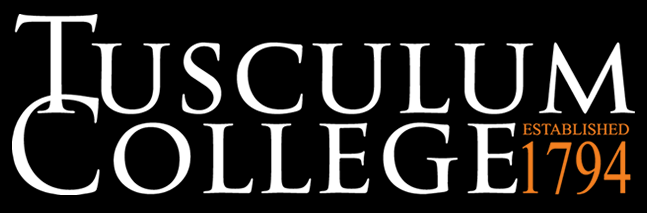

 투스큘럼 칼리지(Tusculum College)는 미국 테네시주 그린빌 교외에 위치한 투스큘럼에 있으며, 미국 장로교 교단과 연결되어 있는 사립 대학교이다.
1794년 첫 개교된 이 학교는 테네시주에서 가장 오래된 대학교이며 미국 전체에서 23번째로 오래된 대학교이다.

## 학교 동문

### 유명 졸업생
- 빈센트 보링 (예비역 미국 육군 중위 출신의 前 미국 하원 의원.)
- 박태준 (대한민국 오르가니스트 겸 작곡가.)
- 조경철 (예비역 대한민국 육군 대위 출신의 대한민국 천문학자 겸 저술가.)